# Guivatàyim
Guivatàyim (en hebreu, גבעתים), o Givatayim en transcripció anglesa, és una ciutat a l'est de Tel-Aviv, i forma part de l'àrea metropolitana de Gush Dan i del districte de Tel-Aviv. El nom significa dos turons, ja que el centre de la ciutat es troba entre dos turons. Fou fundada el 1922. La ciutat gairebé no té indústria o comerç important; la majoria de les construccions són àrees residencials i escoles i equipaments esportius.

## Història
El primer barri, Borochov, es fundà el 2 d'abril de 1922 amb un nombre inicial de cent colons. El barri s'anomenà així per Dov Bar Borochov, un dels líders dels partits laboristes jueus, que fundà el partit Poalé Tsiyyon. Borochov fou el primer barri laborista d'Israel
Posteriorment es van anar fundant la resta de barris: Shenkin (1936), Givat Rambam (1933), Quiriat Yosef (1934), Arlozorov (1936) i Treballadors del Tren. A causa dels costosos costos per al mandat britànic, es decidí unir tots aquests barris en un únic consell local l'agost de 1942 i, anys després, adquirí la categoria de ciutat.

## Alcaldes
1. Shimon Ben-Zvi (1941-1965)
2. Kuva Kraizman (1965-1978)
3. Yizhak Yaron (1978-1993)
4. Efi Shtenzler (1993-)

## Ciutats agermanades
- Chattanooga (Tennessee, EUA)
- Harbin (Xina)
- Vác (Hongria)